# 2008-as RoadRunner Turbo Indy 300
A 2008-as Road Runner Turbo Indy 300 a negyedik verseny a 2008-as IndyCar Series szezonban. A versenyt 2008. április 27-én rendezték meg az 1,52 mérföldes (2,446 km) Kansas Speedwayen. A pole pozíciót Scott Dixon szerezte meg és a rajt után meg is tartotta a vezetőhelyet. A verseny első körében Enrique Bernoldi megpördült a 2-es kanyar után. A 23. körben Will Power is megpördült a 2-es kanyarnál de ő a falnak is csapódott az autójával és feladni kényszerült a futamot. Justin Wilson nem ment ki a többiekkel ellentétben a bokszutcába a sárgazászlós szakasz alatt és átvette a vezetést a versenyben. Dixon visszavette az új rajtnál a vezetést amit a következő boxkiállásig meg is tartott. A 98. körben megint belengették a sárgazászlót Tomas Scheckter és E.J. Viso balesete miatt. A verseny 153. körében Buddy Rice autója váratlanul a falnak csúszott és a hosszú egyenesen át csúszva a 3-as kanyar előtt állt meg és Rice az autója oldalába csapott kettőt és utána szállt ki az autóból. Danica Patrick viszont a bokszutcában adta fel a versenyt mert a jobb hátsó kerekeinek tartócsavarjai elkoptak. A versenyben leghosszabb ideig élen álló Dixon a végén visszacsúszott a hetedik helyre de vissza kapaszkodott a 3. helyig.
A versenyt Dan Wheldon nyerte úgy, hogy a leghosszabb sárgazászlós szakasztól a végéig vezetett és 2007 áprilisa után először nyert és az utolsó eddigi győzelmét is Kansasben szerezte, vagyis ő lett az első olyan versenyző, aki többször nyert Kansasben.

## Rajtfelállás
| Rajtsor | Belső ív | Belső ív         | Külső ív | Külső ív          |
| ------- | -------- | ---------------- | -------- | ----------------- |
| 1       | 9        | Scott Dixon      | 10       | Dan Wheldon       |
| 2       | 7        | Danica Patrick   | 12       | Tomas Scheckter   |
| 3       | 2        | A.J. Foyt IV     | 20       | Ed Carpenter      |
| 4       | 25       | Marty Roth       | 3        | Hélio Castroneves |
| 5       | 6        | Ryan Briscoe     | 4        | Vitor Meira       |
| 6       | 11       | Tony Kanaan      | 17       | Ryan Hunter-Reay  |
| 7       | 27       | Hideki Mutoh     | 26       | Marco Andretti    |
| 8       | 24       | Jay Howard       | 14       | Darren Manning    |
| 9       | 33       | E.J. Viso        | 8        | Will Power        |
| 10      | 34       | Jaime Camara     | 06       | Graham Rahal      |
| 11      | 15       | Buddy Rice       | 02       | Justin Wilson     |
| 12      | 5        | Oriol Servià     | 23       | Milka Duno        |
| 13      | 36       | Enrique Bernoldi | 18       | Bruno Junqueira   |
| 14      | 19       | Mario Moraes     |          |                   |

## Futam
| Pozíció                                             | #  | Versenyző         | Csapat                     | Futott kör | Idő/Kiesés oka | Rajthely | Élen | Pont |
| --------------------------------------------------- | -- | ----------------- | -------------------------- | ---------- | -------------- | -------- | ---- | ---- |
| 1.                                                  | 10 | Dan Wheldon       | Chip Ganassi Racing        | 200        | 1:52:49.9806   | 2        | 49   | 50   |
| 2.                                                  | 11 | Tony Kanaan       | Andretti Green Racing      | 200        | +2,1778        | 11       | 0    | 40   |
| 3.                                                  | 9  | Scott Dixon       | Chip Ganassi Racing        | 200        | +4,3922        | 1        | 145  | 38   |
| 4.                                                  | 3  | Hélio Castroneves | Team Penske                | 200        | +9,2889        | 8        | 1    | 32   |
| 5.                                                  | 26 | Marco Andretti    | Andretti Green Racing      | 200        | +9,2986        | 14       | 0    | 30   |
| 6.                                                  | 27 | Hideki Mutoh      | Andretti Green Racing      | 200        | +9,5717        | 13       | 0    | 28   |
| 7.                                                  | 6  | Ryan Briscoe      | Team Penske                | 200        | +9,7123        | 9        | 0    | 26   |
| 8.                                                  | 2  | A. J. Foyt IV     | Vision Racing              | 200        | +14,2868       | 5        | 0    | 24   |
| 9.                                                  | 02 | Justin Wilson     | Newman/Haas/Lanigan Racing | 199        | + 1 Kör        | 22       | 5    | 22   |
| 10.                                                 | 20 | Ed Carpenter      | Vision Racing              | 198        | + 2 Kör        | 6        | 0    | 20   |
| 11.                                                 | 5  | Oriol Servià      | KV Racing Technology       | 198        | + 2 Kör        | 23       | 0    | 19   |
| 12.                                                 | 06 | Graham Rahal      | Newman/Haas/Lanigan Racing | 198        | + 2 Kör        | 20       | 0    | 18   |
| 13.                                                 | 24 | Jay Howard        | Roth Racing                | 197        | + 3 Kör        | 15       | 0    | 17   |
| 14.                                                 | 33 | E. J. Viso        | HVM Racing                 | 197        | + 3 Kör        | 17       | 0    | 16   |
| 15.                                                 | 18 | Bruno Junqueira   | Dale Coyne Racing          | 196        | + 4 Kör        | 26       | 0    | 15   |
| 16.                                                 | 23 | Milka Duno        | Dreyer & Reinbold Racing   | 195        | + 5 Kör        | 24       | 0    | 14   |
| 17.                                                 | 19 | Mario Moraes      | Dale Coyne Racing          | 193        | + 7 Kör        | 27       | 0    | 13   |
| 18.                                                 | 17 | Ryan Hunter-Reay  | Rahal Letterman Racing     | 169        | + 31 Kör       | 12       | 0    | 12   |
| 19.                                                 | 7  | Danica Patrick    | Andretti Green Racing      | 156        | Műszaki hiba   | 3        | 0    | 12   |
| 20.                                                 | 15 | Buddy Rice        | Dreyer & Reinbold Racing   | 150        | Baleset        | 21       | 0    | 12   |
| 21.                                                 | 34 | Jaime Camara      | Conquest Racing            | 150        | + 50 Kör       | 19       | 0    | 12   |
| 22.                                                 | 4  | Vitor Meira       | Panther Racing             | 101        | Műszaki hiba   | 10       | 0    | 12   |
| 23.                                                 | 12 | Tomas Scheckter   | Luczo Dragon Racing        | 96         | Kiállt         | 4        | 0    | 12   |
| 24.                                                 | 14 | Darren Manning    | A. J. Foyt Enterprises     | 76         | Kiállt         | 16       | 0    | 12   |
| 25.                                                 | 36 | Enrique Bernoldi  | Conquest Racing            | 54         | Kiállt         | 25       | 0    | 10   |
| 26.                                                 | 25 | Marty Roth        | Roth Racing                | 41         | Kiállt         | 7        | 0    | 10   |
| 27.                                                 | 8  | Will Power        | KV Racing Technology       | 22         | Baleset        | 18       | 0    | 10   |
| Átlagsebesség: 161.774 mph (260.350 km/h)           |    |                   |                            |            |                |          |      |      |
| Változások az élen: 5 alkalommal 4 versenyző között |    |                   |                            |            |                |          |      |      |